# يان فلمنج (لاعب كريكت)
يان فلمنج (21 أغسطس 1908 بجورج تاون في غيانا - 4 يوليو 1988) (بالإنجليزية: Ian Fleming)‏ هو لاعب كريكت بريطاني (وحمل سابقاً جنسية المملكة المتحدة لبريطانيا العظمى وأيرلندا). لعب مع Kent County Cricket Club ‏.

## وصلات خارجية
- يان فلمنج على موقع إي آس بي آن كريك إنفو (الإنجليزية)